# Голубянка орион
Голубянка орион (лат. Scolitantides orion) — вид бабочек из семейства голубянок.

## Этимология названия
Орион (греческая мифология) — легендарный беотийский охотник, после смерти превращенный Зевсом в созвездие.

## Ареал и места обитания

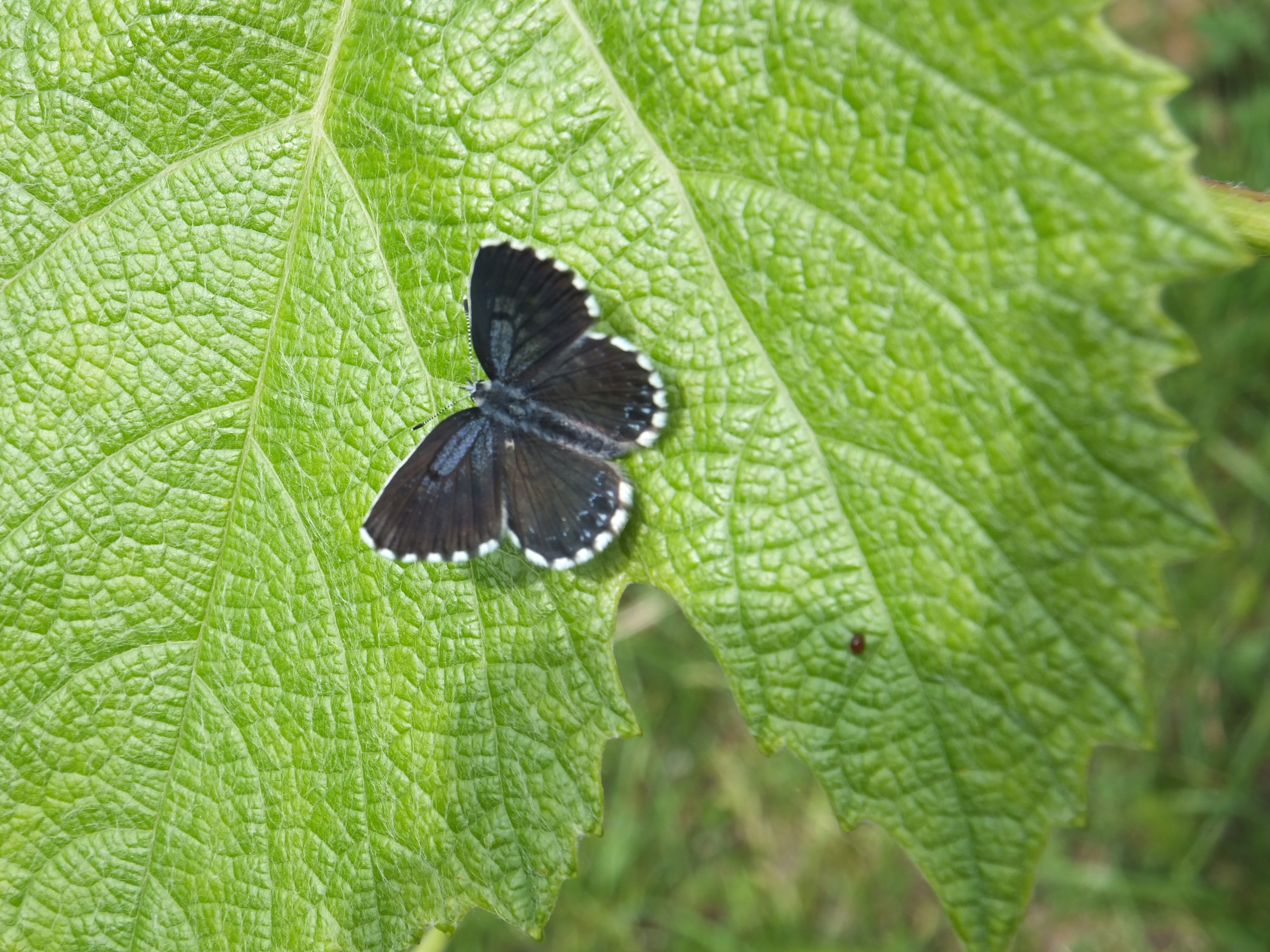

Южная и Юго-восточная Европа, умеренный пояс Азии.
В Восточной Европе вид распространён широко, но достаточно локально. Обычен для территории лесостепной полосы Украины и России. На северо-западе небольшие популяции обитают в Южной Финляндии, Эстонии и Латвии, но в Литве отсутствует. В Польше обитает в нескольких локальных локалитетах в Пенинах (Северные Карпаты) и в долине Вислы в Любельском воеводстве. В Беларуси встречается на юге республики в Полесье.
На Украине вид встречается в лесостепной зоне и северо-степной подзоне степной зоны, местами — в предгорьях Карпат и лесной зоне. Очень локально распространён в некоторых районах Западного Подолья (Товтры, Днестровский каньон).
Имеются старинные указания для Крыма. Современная достоверная находка вида в Крыму известна из с. Скворцово и датируется 2013 годом.
На территории России северная граница ареала проходит по югу Ленинградской области и Карелии, а на востоке — по южному Предуралью и Южному и Среднему Уралу
Бабочки населяют поляны и опушки сухих сосновых боров, редколесья, сухие луга по берегам рек, откосы железных дорог. В средней полосе местами обитания данного вида являются ксерофитные луга по долинам рек. На юге ареала населяет остепненные балки, сухие луговины в лиственных и смешанных лесах. Изредка может встречаться на урбанизированных территориях.

## Биология
За год развивается в двух поколении. Время лёта первого поколения — с конца апреля — мая по конец июня; второго — с начала июля до начала августа.

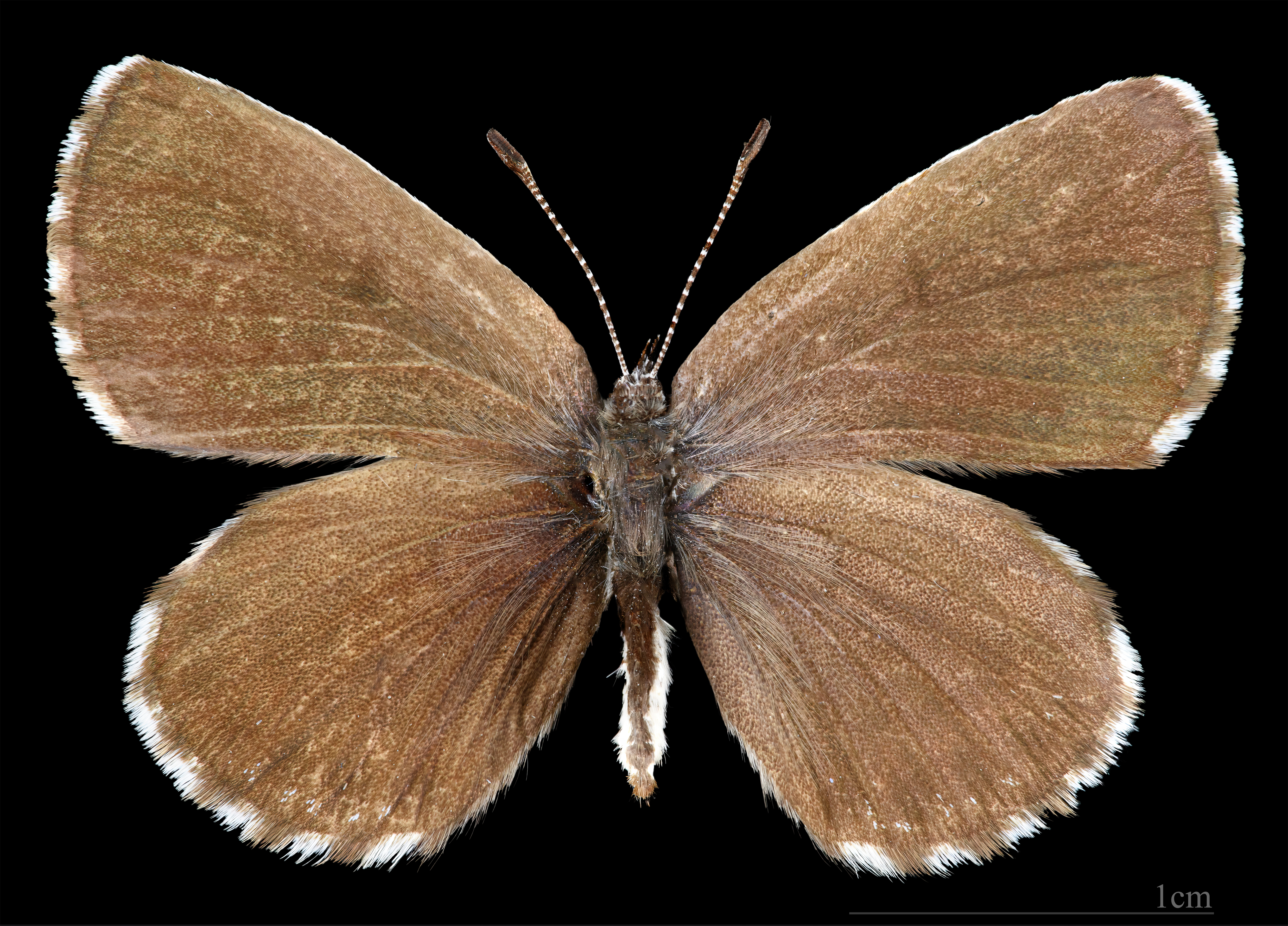
Scolitantides o. orion  ♀
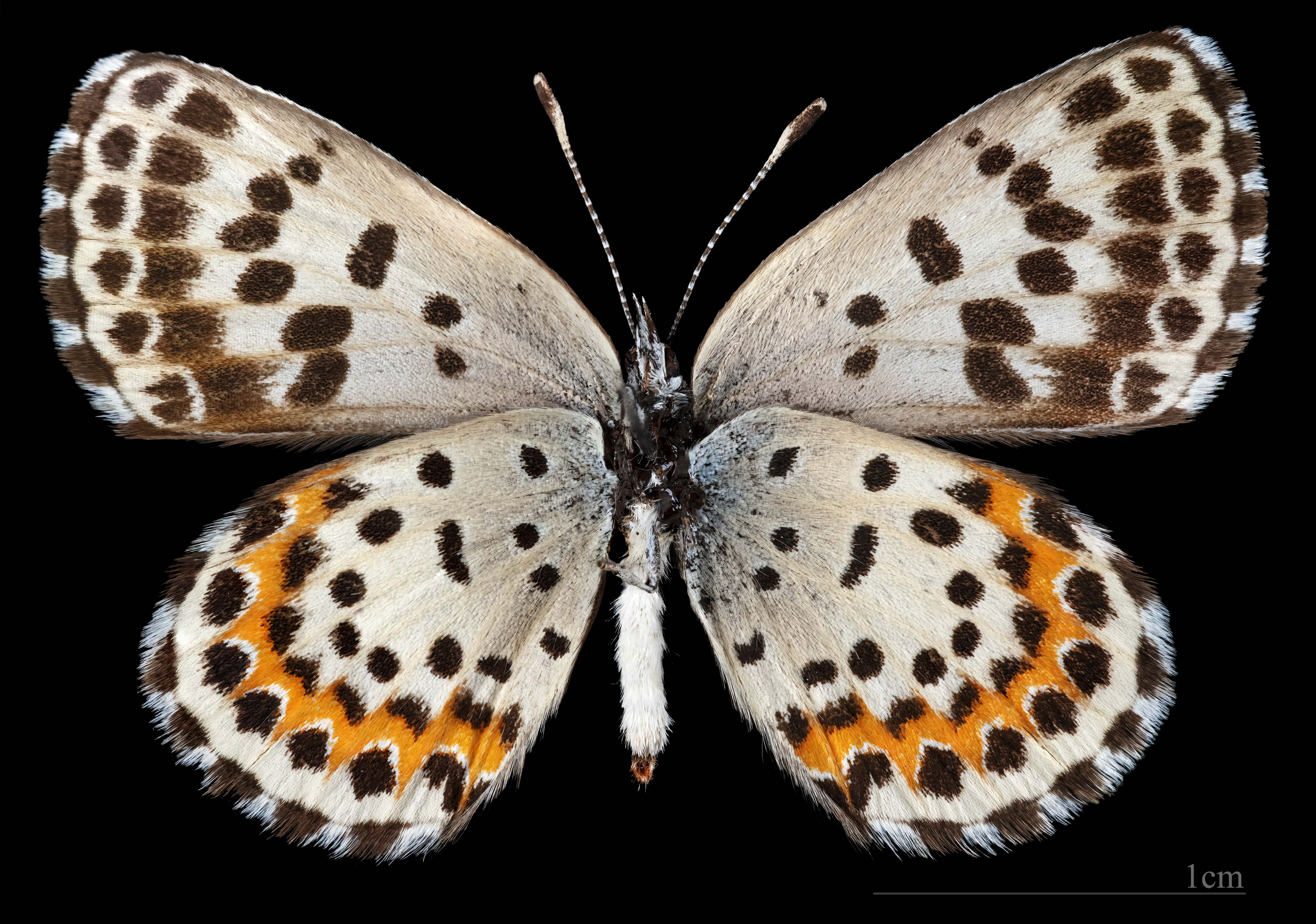
Scolitantides o. orion  ♀ △

Самки откладывают яйца поштучно на цветки, на листья или стебли кормового растения гусениц, которым является очиток (заячья капуста). Цвет яйца белый с зеленоватым оттенком. Стадия яйца длится 4-5 дней. Гусеницы старших возрастов светло-жёлтые или светло-зелёные с широкой красно-бордовой полоской вдоль спины, дыхальца чёрные. По достижении длины в 14-16 мм гусеницы приобретают красноватый оттенок, перестают питаться, уходят с кормового растения и окукливаются. Нередко гусеницы линяют и окукливаются группами. Длина куколки составляет 7-9 мм. Куколка выпуклой формы, матовая, желтовато-коричневого цвета с многочисленными тёмными пятнами. Зимует куколка.

## Замечания по охране
В ряде стран Европы вид отнесён к категории сокращающихся в численности (Франция, Германия) или исчезающих (Чехия, Венгрия).
В Красной книге Международного союза охраны природы (МСОП) вид имеет 3 категорию охраны (VU — уязвимый таксон, находящиеся под угрозой исчезновения в перспективе, в силу морфофизиологических и/или поведенческих особенностей, делающих их уязвимыми при любых, даже незначительных, изменениях окружающей среды).
Включён в «Красную книгу Европейских дневных бабочек» с категорией SPEC3 — вид, обитающий как в Европе, так и за её пределами, но находящийся на территории Европы под угрозой исчезновения.